# Jean Meuvret
Jean Meuvret (* 28. September 1901 in Saint-Florentin; † 1971) war ein französischer Historiker, der sich vor allem mit dem Ancien Régime beschäftigte. Meuvret war Tutor an der École normale supérieure in Paris. Er leistete wichtige Beiträge zu französischen Wirtschaftsgeschichte und veröffentlichte u. a. im Reihenwerk The New Cambridge Modern History. Sein wichtigstes Werk war über die Zeit von König Ludwig XIV.

## Schriften (Auswahl)
- Histoire des pays baltiques: Lituanie-Lettonie-Estonie-Finlande (= Collection Armand Colin. 168). A. Colin, Paris 1934.
- Le territoire de Memel et la politique européenne. P. Hartmann, Paris 1936.
- et al.: Forschungen und Studien zur Geschichte des Westfälischen Friedens. Vorträge bei dem Colloquium französischer und deutscher Historiker vom 28. April – 30. April 1963 in Münster (= Schriftenreihe der Vereinigung zur Erforschung der Neueren Geschichte e.V. Bd. 1). Mit einem Vorwort von Max Braubach, Aschendorff, Münster 1965.
- Études dh̓istoire économique: recueil da̓rticles (= Cahiers des Annales. 32). A. Colin, Paris 1971.
- Le Problème des subsistances à l’époque Louis XIV. Mouton, Paris 1977 ff.

- Band 1: La production des céréales dans la France du XVIIe et du XVIIIe siècle (= Civilisations et sociétés. 50.). L’École des Hautes Études en Sciences Sociales, Paris 1977.
- Band 2: La production des céréales et la société rurale (= Civilisations et sociétés. 75.). Éditions de L’École des Hautes Études en Sciences Sociales, Paris 1987.
- Band 3: Le commerce des grains et la conjoncture (= Civilisations et sociétés. 77). L’École des Hautes Études en Sciences Sociales, Paris 1988.